# John Lockwood Kipling
John Lockwood Kipling (Pickering, North Yorkshire, Anglaterra, 6 de juliol de 1837 - Tisbury, Wiltshire, Anglaterra, 26 de gener de 1911) va ser professor d'art, il·lustrador i el pare de l'escriptor Rudyard Kipling i nomenat Company (Companion) de l'Orde de l'Imperi Indi (CIE).
Des de jove va rebre una educació artística, a partir d'obtenir una feina com a ajudant d'un arquitecte Britànic. El 1865 obté una plaça docent a l'Escola d'Art Jeejeebhoy, a la ciutat de Bombai (L'Índia). Aquell mateix any va néixer el seu fill, el famós escriptor Rudyard Kipling (autor de El Llibre de la Selva, del qual farà uns gravats que il·lustraran una de les seves primeres edicions). Les seves tasques com a professor d'art li faran guanyar un gran prestigi en el món de l'estètica, fet que li permetrà accedir a un bon càrrec al Museu de Belles Arts de Lahore.